# Amphinemura lii
Amphinemura lii är en bäcksländeart som beskrevs av Zhu, F. och Ding Yang 2003. Amphinemura lii ingår i släktet Amphinemura och familjen kryssbäcksländor. Inga underarter finns listade i Catalogue of Life.